# ゴットリープ・ムッファト
ゴットリープ・ムッファト（Gottlieb Muffat、1690年4月25日 - 1770年12月9日）は、18世紀のオルガニスト、作曲家。鍵盤楽器のための音楽の作曲家としてウィーンの宮廷で活躍した。

## 生涯
ゴットリープ・ムッファトは作曲家ゲオルク・ムッファトの子としてパッサウで生まれた。1704年に父が没した後、おそらく兄弟とともにウィーンに移り、フックスのもとで学んだ。彼は宮廷音楽家として働き、1741年には首席オルガニストの地位を得た。音楽家としてだけではなく、音楽教育者としても高く評価されており、作曲家ゲオルク・クリストフ・ヴァーゲンザイル、フランツ1世、マリア・テレジアらを教えた。
作曲家としてはほぼ鍵盤楽器のための音楽のみを作曲したようである。フックスからジローラモ・フレスコバルディの『音楽の花束』を学んだムッファトは古い音楽を好み、その音楽にはフレスコバルディのほかにフローベルガー、ポリエッティ、クープランらの影響が強いが、その一方で同時代の作曲家であるヘンデルの新しい形式との共通点も見られる。
理由は明らかでないが、1740年代以降に書かれた作品は残っていない。
1763年に引退して年金生活にはいり、1770年にウィーンで没した。
生前に出版された作品集には『72 Versetl sammt 12 Toccaten』（1726年ウィーン。12曲のトッカータのそれぞれに6曲のフーガが組み合わせられている）と『コンポニメンティ・ムジカーリ』（Componimenti musicali per il cembalo、チェンバロ音楽作品集、1739年アウグスブルク）がある。特に後者ではイタリアオペラ風からオーストリア民謡調までのさまざまに異なる音楽様式を集めている。
ムッファトの音楽で特に注目されるのはヘンデルとの関係である。ヘンデルは他人の作品からの借用が多いことで知られるが、1739年の『聖セシリアの日のための頌歌』の中で出版されて間もない『コンポニメンティ・ムジカーリ』から多数の楽想を使用している。同年に作曲された合奏協奏曲集 作品6も『コンポニメンティ・ムジカーリ』から多数の素材を引用している。その一方ムッファトにはヘンデルのハープシコード組曲第1集に対して直筆で装飾を書きこんだバージョンが存在する。